# Władysław Jędruszuk
Władysław Jędruszuk (ur. 19 listopada 1918 w Lipnie, zm. 25 maja 1994 w Sokołowie Podlaskim) – polski duchowny rzymskokatolicki, biskup pomocniczy piński w latach 1963–1967, administrator apostolski diecezji pińskiej w latach 1967–1991, biskup diecezjalny drohiczyński w latach 1991–1994.

## Życiorys
Ukończył Wyższe Seminarium Duchowne w Ołtarzewie. Święcenia kapłańskie przyjął w Warszawie w 1943. Był kapelanem rezydującego w Łodzi przedwojennego biskupa pińskiego Kazimierza Bukraby. Pracował następnie w Drohiczynie, gdzie zorganizowano ośrodek życia tej części diecezji pińskiej, która po wojnie znalazła się w granicach Polski. Wykładał w miejscowym seminarium oraz był kanonikiem kapituły.
W listopadzie 1962 został mianowany biskupem pomocniczym diecezji pińskiej ze stolicą tytularną Clysma. Sakrę biskupią przyjął 23 czerwca 1963. Był wikariuszem generalnym i kapitulnym, a od lutego 1967 – po ks. infułacie Michale Krzywickim – administratorem apostolskim polskiej części diecezji pińskiej (ze stolicą w Drohiczynie). 5 czerwca 1991 został pierwszym biskupem diecezjalnym nowej diecezji drohiczyńskiej.
Na jego wniosek papież Jan Paweł II 24 lipca 1987 wydał brewe zezwalające na koronację cudownego obrazu Matki Bożej Ostrożańskiej. Obrzędu koronacji dokonali 5 lipca 1987 kardynał Józef Glemp (prymas Polski) i biskup Władysław Jędruszuk przy licznym udziale duchowieństwa i wiernych.
W 1991 wraz z Edwardem Kisielem asystował biskupowi Tadeuszowi Kondrusiewiczowi przy konsekracji arcybiskupa mińsko-mohylewskiego Kazimierza Świątka.